# Lisa Marie Presley

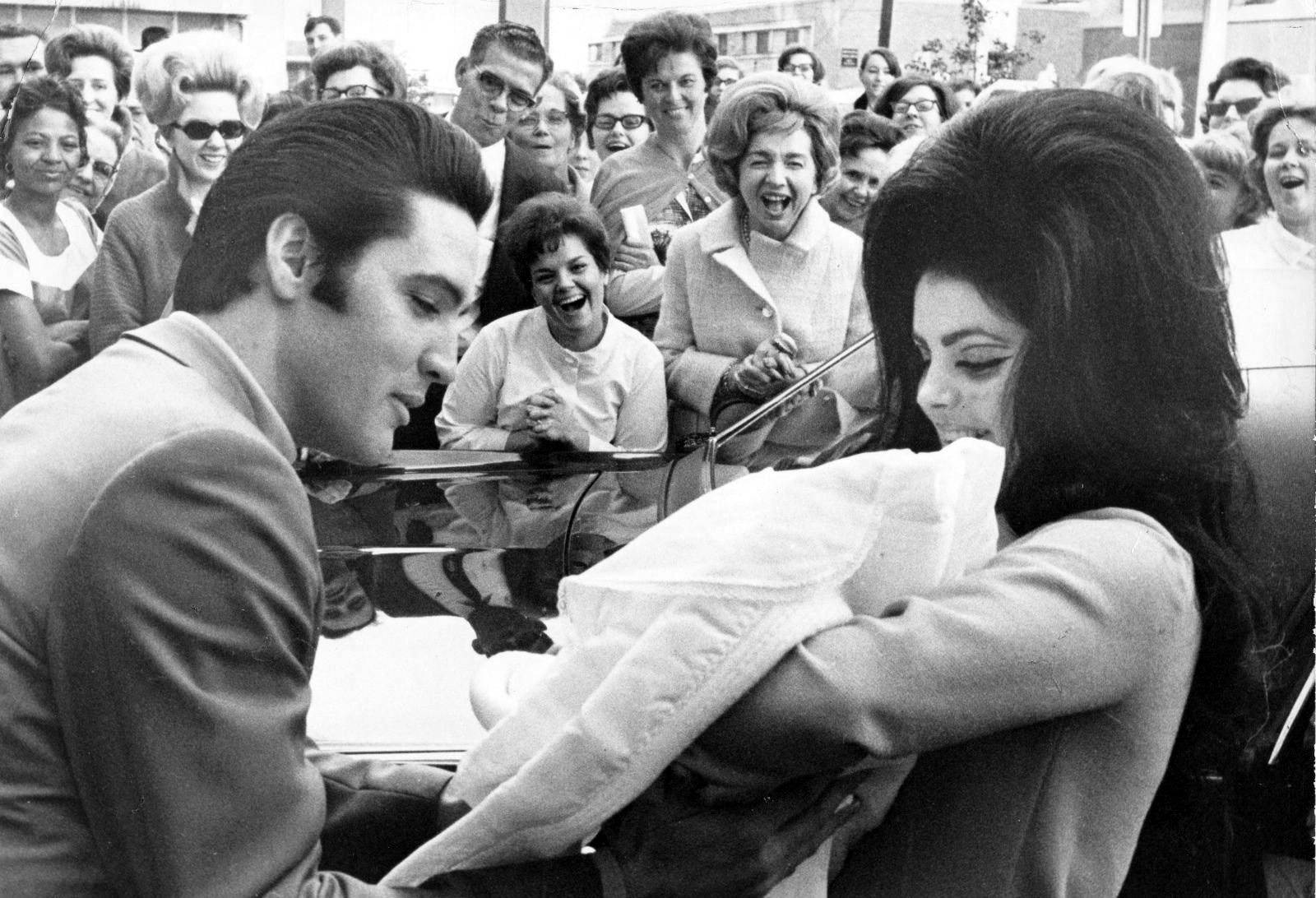
Elvis Presley en Priscilla Beaulieu in februari 1968 met de pasgeboren Lisa Marie

Lisa Marie Presley (Memphis (Tennessee), 1 februari 1968 – Los Angeles, 12 januari 2023) was een Amerikaanse zangeres. Ze was echter voornamelijk bekend als de dochter van Elvis Presley en Priscilla Beaulieu.

## Persoonlijk leven
Presley werd in 1968 geboren in het Baptist Memorial Hospital in Memphis, Tenn., precies negen maanden na de bruiloft van haar ouders. Ze woonde de eerste 3 jaren van haar leven op Graceland. Eind december 1971 gingen haar ouders uit elkaar en verlieten Lisa en haar moeder Priscilla het landgoed. Ze woonde daarna bij haar moeder in Beverly Hills, maar bracht ieder jaar de kerst- en zomervakantie door bij haar vader op Graceland. Na het overlijden van haar vader in augustus 1977 was zij, samen met haar grootvader Vernon Presley (†1979) en overgrootmoeder Minnie Mae Presley (†1980), zijn erfgename en werd ze onder andere de eigenaar van Graceland.
Lisa Marie Presley huwde vier keer. Met musicus Danny Keough was ze getrouwd tussen 1988 en 1994 en kreeg ze dochter Riley Keough (1989) en zoon Benjamin Keough (1992-2020). In 1994 trouwde ze met Michael Jackson, dit huwelijk duurde achttien maanden. In 2002 was ze vier maanden getrouwd met de acteur Nicolas Cage. Tijdens haar echtverbintenis met gitarist Michael Lockwood, tussen 2006 en 2016, beviel ze in 2008 van een tweeling, twee meisjes.
In 2018 raakte zij met haar voormalig manager en geldbeheerder Barry Siegel verwikkeld in een felle juridische strijd om haar verdwenen vermogen, de erfenis van het fortuin van haar vader van 80 miljoen dollar en de opbrengsten uit verkoop van zijn muziekopnamen, dat hij volgens Lisa Marie verkeerd zou hebben beheerd. Volgens Siegel zou dit het gevolg zijn van 'stelselmatige geldsmijterij' van Lisa Marie.

### Overlijden
Op 12 januari 2023, twee dagen nadat ze aanwezig was geweest bij de Golden Globe Awards, werd Presley thuis in Calabasas, LA getroffen door een hartstilstand, waarna haar daar aanwezige ex-echtgenoot Danny Keough haar reanimeerde. Zij werd direct daarna met spoed opgenomen in een ziekenhuis in Los Angeles. Daar overleed ze op 54-jarige leeftijd. Op 13 juli 2023 werd bekendgemaakt dat zij overleed door verstopping van de dunne darm door verklevingen, een complicatie van een maagomleidingsoperatie die zij enige jaren voor haar dood had ondergaan.

## Loopbaan
Op 8 april 2003 bracht Presley haar debuutalbum To Whom It May Concern uit. De eerste single van deze cd was het nummer Lights Out. Presley schreef het grootste gedeelte van de songteksten.
De opvolger werd uitgebracht op 5 april 2005. Het album getiteld Now What bevat nummers als Idiot en een cover van Don Henley's Dirty Laundry. Het lukte haar echter niet om haar muzikale carrière van de grond te krijgen.
Haar derde album Storm and Grace werd op 15 mei 2012 uitgebracht in de Verenigde Staten en in Canada.

### Discografie
Albums:
- To Whom It May Concern (2003)
- Now What (2005)
- Storm and Grace (2012)